# Bersant Celina
Bersant Celina, né le 9 septembre 1996 à Prizren, est un footballeur international kosovar évoluant actuellement au poste d'ailier gauche à l'AIK.

## Biographie

### Jeunesse
Né au Kosovo, Celina déménage en Norvège à l'âge de deux ans.

### Parcours junior
Formé au Strømsgodset IF, il commence à jouer régulièrement pour l'équipe réserve à seulement 14 ans. En 2011, il signe en faveur de Manchester City mais, afin de terminer sa scolarité en Norvège, il ne rejoint le club que durant l'été 2012. Le même été, il entre dans l'académie des citizens pour deux ans.

### Manchester City
Bersant Celina signe son premier contrat professionnel pour Manchester City le 1er juillet 2014. En décembre, il participe à l'entraînement avec l'équipe première et fait une première apparition sur le banc le 4 janvier 2015, face à Sheffield Wednesday à l'occasion du troisième tour de FA Cup. À la mi-janvier, Manuel Pellegrini l'inclut dans l'équipe qui voyage à Abu Dhabi pour un match amical face au Hambourg SV, durant lequel il fait ses débuts pour le club en rentrant en jeu à la place d'Edin Džeko.
Il fait ses débuts en compétition officielle le 9 janvier 2016 contre Norwich City en rentrant en jeu à la place de Kelechi Iheanacho lors du troisième tour de FA Cup.
Le 3 juillet 2017, il est prêté à Ipswich Town.

### Swansea City
Le 31 juillet 2018, il rejoint Swansea City.

### Dijon FCO
Le 9 septembre 2020, il signe un contrat de quatre ans avec le Dijon FCO.
Lors de la 5ème journée de Ligue 1 opposant Dijon au Montpellier HSC, il délivre 2 passes décisives respectivement à 
Eric Junior Dina-Ebimbe et Bruno Ecuele Manga (score final 2-2). Son équipe engrange alors le premier point de la saison.

## Carrière internationale

### Norvège
Celina joue à plusieurs niveaux juniors pour la Norvège. De 2011 à 2012, il prend part à quatre matchs des moins de 15 ans ainsi qu'à trois matchs des moins de 16 ans. En 2013, Bård Flovik le sélectionne afin de participer aux éliminatoires de l'Euro des moins de 17 ans en Slovaquie. Il ne participe qu'à un seul match, face à l'Islande, avant de finalement se tourner vers les moins de 20 ans du Kosovo.
Le 7 septembre 2015, Celina fait ses débuts pour les espoirs de la Norvège face à l'Angleterre.

### Kosovo
En février 2013, Celina révèle son envie de jouer pour l'Albanie, déclarant qu'il ne veut pas jouer pour la Norvège car il se sent Albanais.
En février 2014, son père annonce officiellement que Bersant jouera pour le Kosovo, bien qu'en raison de la non-reconnaissance du Kosovo par l'UEFA, Celina peut toujours jouer pour la Norvège. Le 5 mars, il est sélectionné pour le premier match amical officiel de l'équipe face à Haïti mais n'entre pas en jeu.
Le 7 septembre, il est titulaire lors d'un match amical face à Oman. À 17 ans et 363 jours, il devient le plus jeune joueur à avoir évolué sous le maillot kosovar. Le 12 octobre, il est à nouveau titulaire lors d'un match amical contre le FC Wil, club de deuxième division suisse.
En 2015, alors que Celina refuse d'être sélectionné pour la Norvège, l'entraîneur du Kosovo, Albert Bunjaki (en), déclare que Celina ne jouera pas pour l'Albanie, bien qu'il possède les trois nationalités : kosovare, norvégienne et albanaise.

## Statistiques
| Saison                | Club                  | Championnat           | Championnat | Championnat | Coupe nationale | Coupe nationale | Coupe de la Ligue | Coupe de la Ligue | Compétition(s) continentale(s) | Compétition(s) continentale(s) | Compétition(s) continentale(s) | Total | Total |
| Saison                | Club                  | Division              | M.          | B.          | M.              | B.              | M.                | B.                | Comp.                          | M.                             | B.                             | M.    | B.    |
| 2015-2016             | Manchester City       | Premier League        | 1           | 0           | 3               | 0               | -                 | -                 | C1                             | -                              | -                              | 4     | 0     |
| Sous-total            | Sous-total            | Sous-total            | 1           | 0           | 3               | 0               | -                 | -                 | -                              | -                              | -                              | 4     | 0     |
| 2016-2017             | FC Twente (prêt)      | Eredivisie            | 27          | 5           | 1               | 0               | -                 | -                 | -                              | -                              | -                              | 28    | 5     |
| Sous-total            | Sous-total            | Sous-total            | 27          | 5           | 1               | 0               | -                 | -                 | -                              | -                              | -                              | 28    | 5     |
| 2017-2018             | Ipswich Town (prêt)   | Championship          | 35          | 7           | 1               | 0               | 2                 | 1                 | -                              | -                              | -                              | 38    | 8     |
| Sous-total            | Sous-total            | Sous-total            | 35          | 7           | 1               | 0               | 2                 | 1                 | -                              | -                              | -                              | 38    | 8     |
| 2018-2019             | Swansea City          | Championship          | 38          | 5           | 4               | 3               | -                 | -                 | -                              | -                              | -                              | 42    | 8     |
| 2019-2020             | Swansea City          | Championship          | 36          | 2           | 1               | 0               | -                 | -                 | -                              | -                              | -                              | 37    | 2     |
| Sous-total            | Sous-total            | Sous-total            | 74          | 7           | 5               | 3               | -                 | -                 | -                              | -                              | -                              | 79    | 10    |
| 2020-2021             | Dijon FCO             | Ligue 1               | 6           | 0           | -               | -               | -                 | -                 | -                              | -                              | -                              | 6     | 0     |
| Sous-total            | Sous-total            | Sous-total            | 6           | 0           | -               | -               | -                 | -                 | -                              | -                              | -                              | 6     | 0     |
| Total sur la carrière | Total sur la carrière | Total sur la carrière | 143         | 19          | 10              | 3               | 2                 | 1                 | -                              | -                              | -                              | 155   | 23    |